# Порнознавство
Порнознавство — наукова дисципліна, що досліджує порнографію та пов'язані з нею галузі, як правило, в межах ширшої галузі досліджень сексуальності . Об'єктом порнознавства виступає власне сама порнографія — її візуальні артефакти, культурна роль та вплив на громадськість, а також способи дослідження порнографії. Розвиток порнознавства як галузі наукових досліджень було розпочате з однойменної публікації.

## Предмет порнознавства
Сфери та теми, на яких можуть зосередитися вчені-порнознавці, включають: гей-порнографію та те, як вона відтворює ідеалізовані картини мужності, використання порнографічних коміксів японськими жінками, розповсюдження аматорського порно, викликаного відео з Памелою Джексон та Томмі Лі, міжрасовість у порноіндустрії та багато інших проблем.
Сфера досліджень порнознавства розташована в межах ширшої галузі критичних досліджень. Порнознавство має на меті «розглянути те, що поставлене на шляху розвитку певних поглядів і практик, спираючись на знання дисциплін, які визнають складність культури та усвідомлюють те, що секс та засоби масової інформації побудовані історично». Критичний підхід включає дослідження типів теоретичних інструментів, запропонованих різними формами аналізу, і те, як питання, які ви задаєте, впливають на проведене дослідження.

## Теоретичні основи
Філософським фундаментом порнознавства як наукової дисципліни є соціальний конструктивізм. Отже, вчених у сфері порнознавства цікавлять не так емпіричні питання про вплив порнографії на суспільство — які традиційно охоплюють такі питання, як зв'язок між споживанням порнографії та небажаними поведінковими та соціальними явищами; чи можна віднести порнографію до проблем громадського здоров'я; або чи може мати порнографія позитивні соціальні переваги; — як питання щодо того, яким чином соціальні норми формують те, що досліджується.
Такий підхід до дослідження суперечить позитивістським підходам у науці про суспільство, оскільки вони «затемнюють суб'єктивний, ідеологічний та нормативний вимір наукових парадигм».

## Порнознавство у суспільстві
Науковці у сфері порнознавства іноді можуть зустрічатися з моральною панікою з боку працівників сфери освіти, які стурбовані наслідками створення навчальних програм з порнознавства. До цих наслідків відносять вік згоди студентів на перегляд матеріалу та потенційні юридичні наслідки. Феміністки, що критикують жорстку порнографію також висловлюють заперечення проти дисципліни в цілому за її можливу роль у продовженні згубних наслідків самого порно.